# Malam Daweye
Malam Daweye (auch: Malam Dawaye, Malam Dawey, Mallam Daweye) ist ein Dorf in der Landgemeinde Gangara in der Region Maradi in Niger.

## Geographie
Das von einem traditionellen Ortsvorsteher (chef traditionnel) geleitete Dorf befindet sich etwa fünf Kilometer nördlich der Staatsgrenze zu Nigeria und rund sieben Kilometer südwestlich des Hauptorts Gangara der gleichnamigen Landgemeinde, die zum Departement Gazaoua in der Region Maradi gehört. Weitere Siedlungen in der Umgebung von Malam Dawaye sind Guidan Galadima im Nordwesten, Guidan Kané im Süden und Guidan Chinaou im Südwesten.
Malam Dawaye ist Teil der Übergangszone zwischen Sahel und Sudan. Die durchschnittliche jährliche Niederschlagsmenge beträgt hier zwischen 400 und 500 mm.

## Geschichte
Im Zuge von landesweiten schweren Überschwemmungen im August 2020 stürzten in Malam Daweye Häuser ein. Die Wassermassen rissen das Eigentum von Dorfbewohnern mit sich. In der gesamten Region Maradi waren über 100.000 Menschen von der Katastrophe betroffen.

## Bevölkerung
Bei der Volkszählung 2012 hatte Malam Daweye 1569 Einwohner, die in 190 Haushalten lebten. Bei der Volkszählung 2001 betrug die Einwohnerzahl 1128 in 156 Haushalten und bei der Volkszählung 1988 belief sich die Einwohnerzahl auf 1540 in 215 Haushalten.
Die Bevölkerungsdichte in diesem Gebiet ist für nigrische Verhältnisse hoch.

## Wirtschaft und Infrastruktur
In Malam Daweye wird ein Wochenmarkt abgehalten. Der Markttag ist Freitag. Der Markt wurde nach 1960, dem Jahr der staatlichen Unabhängigkeit Nigers, etabliert. Das Gebiet der Ebenen im südlichen Teil der Region Maradi, in dem die Siedlung liegt, ist von einer anhaltenden Degradation der ackerbaulichen Flächen gekennzeichnet, die mit der hohen Bevölkerungsdichte in Zusammenhang steht. Im Dorf ist ein Gesundheitszentrum des Typs Centre de Santé Intégré (CSI) vorhanden. Es gibt eine Schule. Durch Malam Daweye führt die 21,8 Kilometer lange Landstraße RR4-004 zwischen Aguié und Guidan Chinaou. Eine Sanierung der Landstraße wurde im April 2017 abgeschlossen.